# Classe Orzeł
Pour les articles homonymes, voir Orzeł.

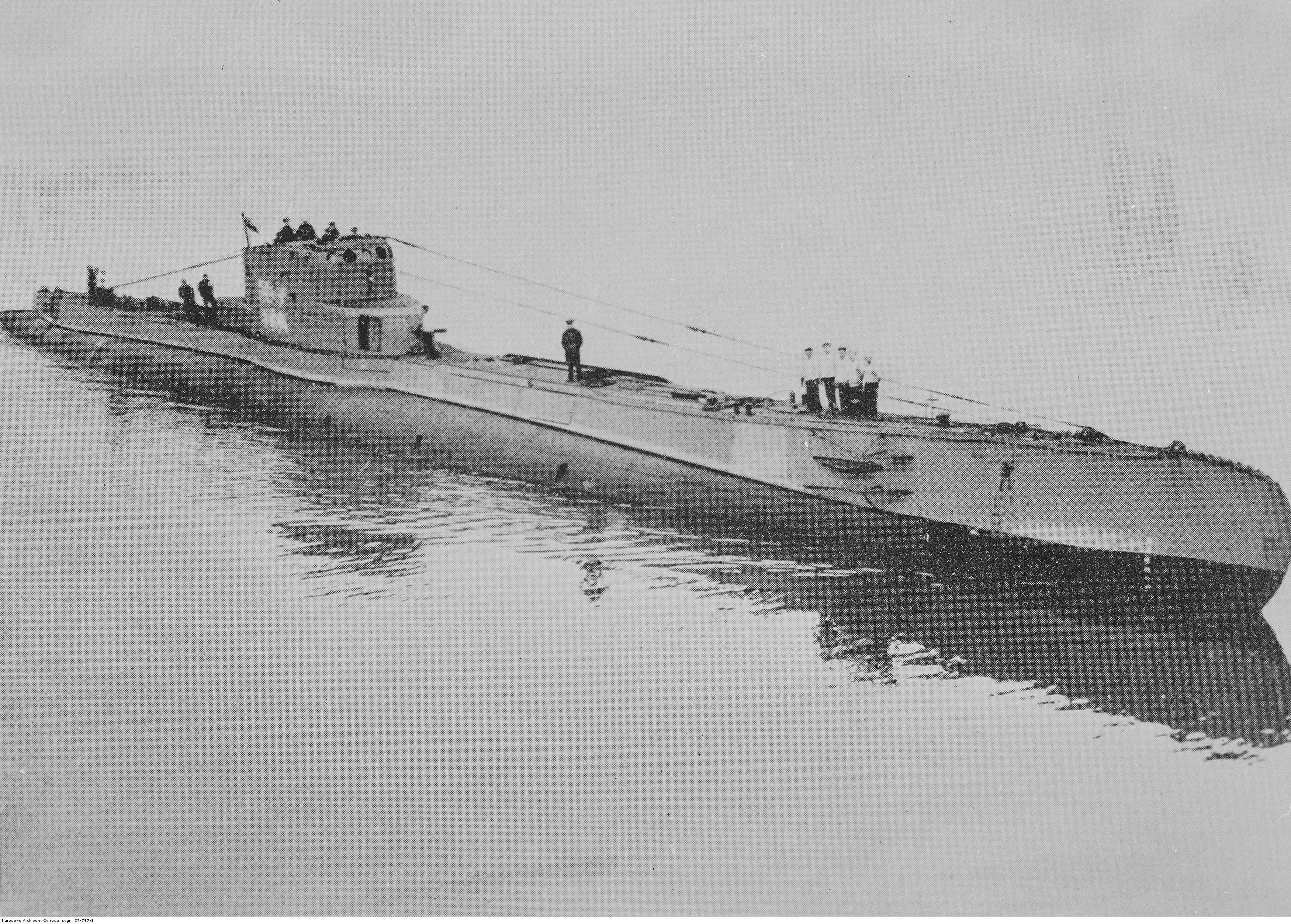
Photographie d’un sous-marin de la classe Orzeł.

La classe Orzeł (Aigle en polonais) est une courte série de sous-marins modernes construits aux Pays-Bas pour la marine polonaise dans les années 1930. Ils ont été commandés en 1936 à des chantiers navals néerlandais. Les deux sous-marins produits étaient semblables à la classe O 19 néerlandaise. Ils devaient initialement être construits au Royaume-Uni, mais le prix proposé était trop élevé et l'Amirauté britannique déclara que la construction d’un sous-marin rapide allant à plus de 20 nœuds en surface était techniquement impossible. 

## Conception
Sur quatre sous-marins commandés, deux sous-marins sont construits, l’ORP Orzeł et l’ORP Sęp. Ils sont conçus sur la base de la classe O 19 néerlandaise, modifiée pour remplir le cahier des charges polonais, exigeant un navire multirôle pouvant être utilisé dans les eaux peu profondes de la mer Baltique ainsi qu’en haute mer. Au début de la Seconde Guerre mondiale, ils étaient les sous-marins les plus modernes à disposition des Alliés[réf. nécessaire].

Vue de profil d’un sous-marin de la classe Orzeł.

## Historique

### ORPOrzeł
Le nom de baptême « Orzeł » signifie « aigle » en polonais. Lors de la Seconde Guerre mondiale, l'Orzeł parvint à s'échapper et à rallier le Royaume-Uni.

### ORPSęp
Le nom de baptême « Sęp » signifie « vautour (de l'Ancien monde) » en polonais. Lors de la Seconde Guerre mondiale, le Sęp fut « interné » en Suède.